# Pulchrana centropeninsularis
Espèce
Synonymes
- Hylarana centropeninsularis Chan, Brown, Lim, Ahmad & Grismer, 2014

Pulchrana centropeninsularis est une espèce d'amphibiens de la famille des Ranidae.

## Répartition
Cette espèce est endémique du Pahang en Malaisie.

## Description
Les mâles mesurent de 37,4 à 37,6 mm.

## Étymologie
Son nom d'espèce lui a été donné en référence au lieu de sa découverte, le centre de la péninsule malaise.

## Publication originale
- Chan, Brown, Lim, Ahmad & Grismer, 2014 : A new species of frog (Amphibia: Anura: Ranidae) of the Hylarana signata complex from Peninsular Malaysia. Herpetologica, vol. 70, no 2, p. 228–240.